# 560
El 560 (DCXCV) fou un any de traspàs començat en dijous del calendari julià.

## Esdeveniments
- Unió dels set regnes anglosaxons, germen de la futura Anglaterra.[cal citació]
- Clotari I, rei dels francs, fa assassinar un dels seus fills per intent de revolta.

## Naixements
- Isidor de Sevilla, teòleg